# Nebulosa del Mussol
Messier 97 (també coneguda com la Nebulosa del mussol, M97 o NGC 3587) és una nebulosa planetària situada a la constel·lació de l'Ossa Major. Va ser descoberta per Pierre Méchain en 1781.
Lord Rosse li va donar el nom de Nebulosa del mussol el 1848. El 1866, William Huggins va reconèixer la seva naturalesa de nebulosa gasosa a partir de l'observació del seu espectre. Es troba a una distància aproximadament de 2600 anys llum de la Terra.

M97 és considerada com una de les nebuloses planetàries més complexes. La seva aparença ha estat interpretada com una coberta tòrica vista obliquament (és a dir, com una esfera sense els pols), de manera que els extrems del cilindre es corresponen a zones pobres en material expulsat, la zona corresponent als ulls del mussol. Aquesta coberta es troba embolicada per una nebulosa més tènue i menys ionitzada.
L'estrella central, de magnitud 16, té una massa aproximada de 0,7 masses solars, mentre que la massa de la mateixa nebulosa s'estima en 0,15 masses solars. La nebulosa es va formar fa uns 6000 anys.